# Солсбери, Марк
Марк Со́лсбери (англ. Mark Salisbury, иногда упоминается как Марк Сэлисбёри; род.  1966 году, Великобритания) — американский писатель и кинокритик. В период 1995-96 гг. — редактор английского журнала о кино Empire (номера 76-88). Персональный биограф и исследователь творчества режиссёра Тима Бёртона. Создатель авторизованной биографии Бёртона «Burton on Burton» (Первое издание 1995. На русском языке вышла в 2008 году в издательстве «Азбука»).
Длительное время, вплоть до самого закрытия, публиковался в журнале о кино Premiere. Постоянный автор журналов Time Out и Empire. Известен своими книгами, посвящёнными киноискусству и комиксам: «Writers on Comics Scriptwriting» (2002), «Artists on Comics Art» (2002), «Behind the Mask. The Secrets of Hollywood’s Monster Makers» (1994, в соавторстве с Аланом Хэдккоком) и др.

## Факты
- Трижды цитаты Солсбери были включены в официальный дизайн кино-постеров. Таковыми являлись плакаты фильмов «Семь», «Как трусливый Роберт Форд убил Джесси Джеймса» и мультфильма «Кошмар перед Рождеством».